# Chiesa di San Lorenzo (Orco Feglino, Orco)
La chiesa di San Lorenzo è un luogo di culto cattolico situato nella frazione di Orco nel comune di Orco Feglino, in provincia di Savona. La chiesa rientra nel territorio del vicariato di Finale Ligure della diocesi di Savona-Noli.

## Storia

La facciata così come si presentava nei primi del Novecento

Un primo edificio sorse nel 1632 e fu dedicato a Nostra Signora delle Grazie. Essendo più comoda da raggiungere per gli abitanti delle varie frazioni, la chiesa acquistò in breve tempo importanza, a discapito dell'allora parrocchiale di San Lorenzino in località Castello, tanto che divenne sede parrocchiale nel 1674, usurpando il titolo alla più antica chiesa. La nuova parrocchiale prese il titolo in un primo momento di Nostra Signora delle Grazie e San Lorenzo, per poi mutarsi definitivamente in San Lorenzo. Da quel momento l'antica chiesa fu chiamata San Lorenzino perché più piccola e per distinguerla dalla nuova.
Nel 1726 la chiesa fu ampliata realizzando l'abside e ruotandone l'orientamento. Venne così ad addossarsi all'oratorio di Santa Maria Maddalena già esistente, che era stato realizzato a partire dal 1635. Risale al 1714 l'inizio dei lavori di realizzazione del campanile, mentre l'attuale facciata risale al 1933. Il cimitero rimase per oltre due secoli nei pressi dell'antica parrocchiale e fu spostato nella sua posizione attuale, al di là della strada, di fronte alla chiesa, solo nel 1835.

## Descrizione

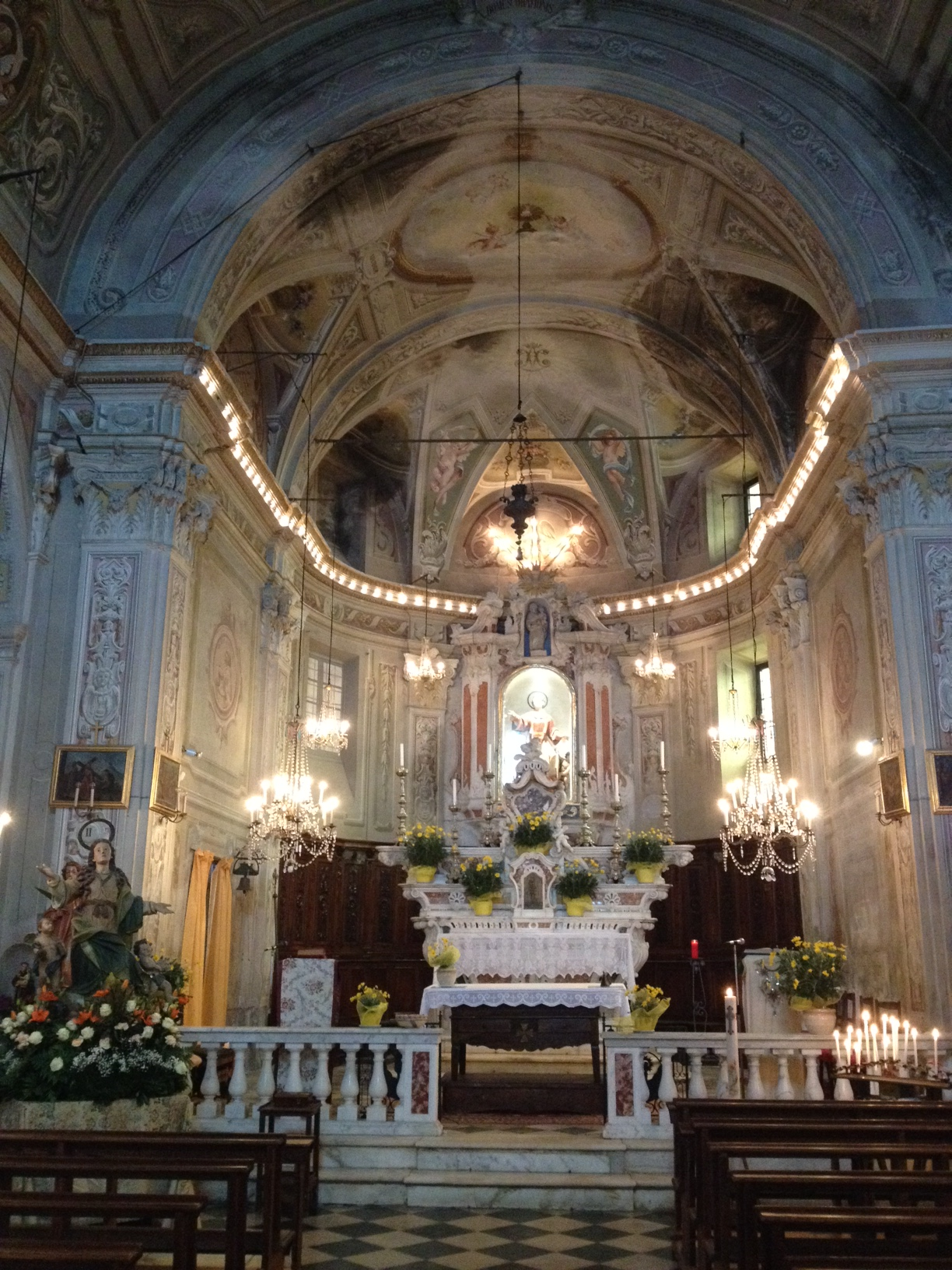
Il presbiterio

La chiesa si presenta a navata unica con volta a botte e quattro cappelle laterali. Nell'abside è conservata, in una nicchia realizzata nel 1774, la statua lignea di San Lorenzo, opera di Agostino Storace del 1770. Il coro ligneo sottostante risale al XIX secolo. L'altare maggiore in marmi policromi fu realizzato tra il 1791 e il 1792. Le decorazioni sulle pareti e sulla volta furono dipinte dai cugini Bertolotto nel 1913.
La prima cappella laterale sinistra è dedicata a Nostra Signora delle Grazie, anche se attualmente (2018) vi si trova collocata una statua del Sacro Cuore di Gesù. La seconda cappella laterale sinistra è dedicata alla Madonna del Rosario e conserva una statua lignea risalente al 1720 circa e un altare in marmi policromi, al di sopra del quale si trovano i quindici misteri del Rosario, olii su tela opera di Giacomo Brusco del 1719. La prima cappella laterale destra è dedicata a san Giuseppe, il cui dipinto olio su tela è opera di R. Piovano del 1958.
Segue il pulpito realizzato in marmo agli inizi del XX secolo e poi la seconda cappella laterale destra, dedicata a santo Stefano. Sulla parete è collocato un olio su tela raffigurante la Madonna del Carmelo, risalente al 1719.
In controfacciata si trova il battistero e l'orchestra, realizzata nel 1918, con organo costruito dalla ditta Mascioni nel 1914. Risalgono al 1769 le quattordici stazioni della Via Crucis, olii su tela di autore ignoto.